# Jijila
Jijila is een gemeente in Tulcea. Jijila ligt in de regio Dobroedzja (Dobrogea), in het zuidoosten van Roemenië.
Baia · Beidaud · C.A. Rosetti · Carcaliu · Casimcea · Ceamurlia de Jos · Ceatalchioi · Cerna · Chilia Veche · Ciucurova · Crișan · Dăeni · Dorobanțu · Frecăței · Greci · Grindu · Hamcearca · Horia · I.C. Brătianu · Izvoarele (Tulcea) · Jijila · Jurilovca · Luncavița · Mahmudia · Maliuc · Mihai Bravu · Mihail Kogălniceanu · Murighiol · Nalbant · Niculițel · Nufăru · Ostrov · Pardina · Peceneaga · Sarichioi · Sfântu Gheorghe · Slava Cercheză · Smârdan · Somova · Stejaru · Topolog · Turcoaia · Valea Nucarilor